# Primo Levi
För andra betydelser, se Primo Levi (olika betydelser).
Primo Levi, född 31 juli 1919 i Turin, död 11 april 1987 i Turin, var en italiensk författare och kemist. I sitt författarskap har han bland annat skildrat Förintelsen.

## Biografi
Primo Levi avlade doktorsexamen i kemi och fysik vid universitetet i Turin 1941. Två år senare gick Levi med i en partisangrupp, knuten till det liberal-socialistiska Partito d'Azione. Gruppen infiltrerades emellertid snart av fascisterna, vilket medförde att hela gruppen arresterades redan efter ett par månader. Levi och hans judiska kamrater fördes till interneringslägret Fossili, nära Carpi i distriktet Modena, varifrån de i slutet av januari under fem dygn deporterades per godståg till Auschwitz. 

### Auschwitz

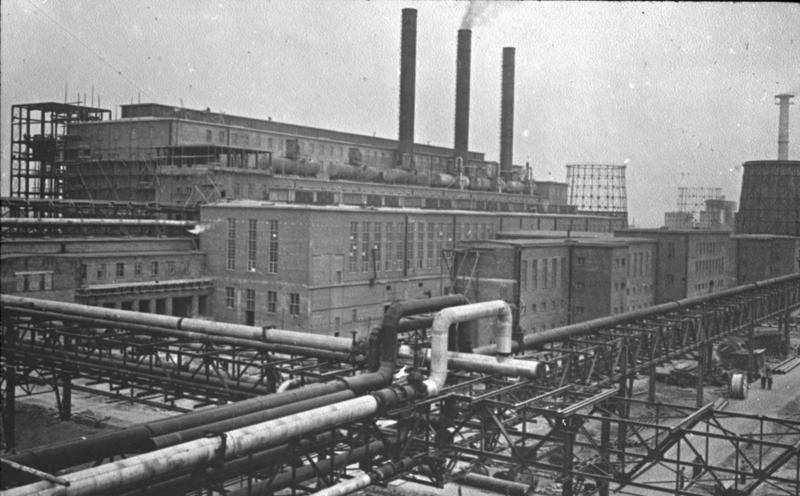
IG Farbens fabrik i Monowitz i närheten av Auschwitz.

Vid selektionen uttogs han som arbetsduglig och blev fånge 174517 i Auschwitz III (Auschwitz-Monowitz), ett slavarbetsläger som försörjde IG Farbens Buna-Werke med arbetskraft. Han ingick i ett vanligt arbetskompani från februari till mitten av november 1944. Då valdes Levi ut för arbete vid fabrikens kemiska laboratorium, där han var till runt jultid då laboratoriet stängdes. Den 11 januari 1945 blev han sjuk i scharlakansfeber och lades in på sjukstugans infektionsavdelning. När nazisterna 18 januari tömde lägret inför Röda arméns ankomst lämnades de sjuka, däribland Levi, kvar att dö. Med hjälp av några kamrater lyckades Levi hålla sig vid liv de nio dagarna tills Röda armén intog lägret den 27 januari (vilket har blivit datumet för Förintelsens minnesdag).
Av de 650 judar som deporterades från Fossoli till Auschwitz var Levi en av blott 24 som överlevde.
De sovjetiska trupperna som kom till lägret förde de utmärglade fångarna till staden Katowice där de blev omhändertagna. I lägret blev Levi vän med Dr Leonardo De Benedetti, med vilken han efter befrielsen genomförde en äventyrlig återresa från Polen till Turin som tog nio månader. Under den månad som Levi och Dr Benedetti var i Katowice skrev de, efter en förfrågan av ryssarna, en rapport om Auschwitz sanitära och medicinska förhållanden. Ett och ett halvt år senare, när de var åter i Italien, publicerade de en omredigerad version av rapporten i den italienska medicinska tidskriften Minerva Medica. Rapporten kallad  Rapport om den hygieniska och sanitära organisationen i Monowitz koncentrationsläger för judar (Auschwitz - Övre Schlesien) gavs ut som bok i engelsk översättning 2006.

### Författarskap
Efter kriget träffade Levi Lucia Morpurgo som han gifte sig och fick två barn med. Han arbetade som kemist till slutet av 1974, först vid färgfabriken DUCO tillhörande Nobelkoncernen, sedan vid färgfabriken SIVA vars tekniske direktör han blev. Från 1975 ägnade sig Levi på heltid åt skrivandet.
Levis böcker har gett honom internationell berömmelse som författare. Mest känd är hans skildring av året i Auschwitz, Är detta en människa?. Sexton år senare följde Levi upp skildringen med resan tillbaka till Turin i Fristen.
1975 utgav han Periodiska systemet (Il sistema periodico, 1993) som blandar fiktion och självbiografi med kemi. Berättelserna i boken har sina namn efter och är ordnade enligt grundämnenas periodiska system. Boken har av vissa ansetts som den bästa boken om naturvetenskap någonsin och har i The Observer utsetts till en av "The 100 greatest novels of all time".
En mindre känd del av Levis författarskap är poesin. Hans första diktsamling, L'osteria di Brema, kom 1975. Den lät han senare ingå som en del av den andra diktsamlingen, Ad ora incerta, som kom 1984. Med tiden har hans poesi tilldragit sig allt större intresse. 
Levis sista bok blev essäsamlingen I sommersi e i salvati (De drunknade och de räddade) 1986, som med dess inträngande reflektioner om Auschwitz räknas till ett av hans viktigaste och mest diskuterade arbeten.

### Bortgång
Levi dog under en av sina återkommande depressionsperioder genom ett fall i hisschaktet till det hus på 75 Corso Re Umberto där han bott i nästan hela sitt liv. Det rapporterades och omskrevs som självmord, vilket senare har ifrågasatts av många (se exempelvis Magaverns biografi nedan).
Vid ingången till minnesplatsen i Auschwitz över de italienska offren finns en sten med dessa ord av Primo Levi inristade:
Besökare, betrakta lämningarna av detta läger och begrunda: vilket land du än kommer ifrån är du ingen främling. Gör så att din resa inte är förgäves, och att vår död inte varit förgäves. Må all denna aska i Auschwitz bli dig och dina barn till en maning, att hatets ohyggliga frukt, vars spår du här ser, inte ska få sätta fler frön, imorgon eller någonsin.
(Övers. Roger Fjellström, i noterna till I oviss timme och övriga dikter)

## Utmärkelser
Asteroiden 4545 Primolevi är uppkallad efter honom.